# Eparchia di Gran Varadino dei Rumeni
L'eparchia di Gran Varadino dei Rumeni (in latino: Eparchia Magnovaradinensis Romenorum) è una sede della Chiesa cattolica in Romania suffraganea dell'arcieparchia di Făgăraș e Alba Iulia. Nel 2021 contava 78.000 battezzati. È retta dall'eparca Virgil Bercea.

## Territorio
L'eparchia estende la sua giurisdizione sui fedeli cattolici di rito bizantino residenti grosso modo nella regione romena di Crișana.
Sede eparchiale è la città di Oradea Mare, in italiano chiamata Gran Varadino, dove si trova la cattedrale di San Nicola.
Il territorio è suddiviso in 147 parrocchie.

## Storia
L'eparchia è stata eretta il 23 giugno 1777 con la bolla Indefessum di papa Pio VI.
Il 3 luglio 1823 si è ampliata con una porzione di territorio già appartenuta all'eparchia di Mukačevo.
Il 26 novembre 1853 ha ceduto una porzione del suo territorio a vantaggio dell'erezione dell'eparchia di Lugoj.
L'8 giugno 1912 cedette le parrocchie di lingua ungherese a vantaggio dell'erezione dell'eparchia di Hajdúdorog (oggi arcieparchia).
Il 5 giugno 1930 cedette ancora una porzione di territorio a vantaggio dell'erezione dell'eparchia di Maramureș.
Il 9 aprile 1934 ha incorporato 22 parrocchie che erano appartenute all'eparchia di Hajdúdorog.
Dopo la morte dell'eparca Valeriu Traian Frențiu, morte in carcere durante la persecuzione comunista, il vescovo ausiliare Iuliu Hirțea esercitò l'episcopato in clandestinità.

## Cronotassi dei vescovi
Si omettono i periodi di sede vacante non superiori ai 2 anni o non storicamente accertati.
- Moise Drágoș † (23 giugno 1777 - 16 aprile 1787 deceduto)
- Ignatie Darabant, O.S.B.M. † (30 marzo 1789 - 31 ottobre 1805 deceduto)
- Samuil Vulcan † (25 ottobre 1806 - 25 dicembre 1839 deceduto)
  - Sede vacante (1839-1843)
- Vasile Erdely † (30 gennaio 1843 - 27 marzo 1862 deceduto)
- Iosif Pop-Silaghi † (16 marzo 1863 - 5 agosto 1873 deceduto)
- Ioan Olteanu † (16 settembre 1873 - 29 novembre 1877 deceduto)
- Mihail Pavel † (15 maggio 1879 - 1º giugno 1902 deceduto)
- Demetriu Radu † (25 giugno 1903 - 9 dicembre 1920 deceduto)
- Beato Valeriu Traian Frențiu † (25 febbraio 1922 - 11 luglio 1952 deceduto)
  - Sede vacante (1952-1990)
  - Iuliu Hirțea † (1952 - 28 luglio 1978 deceduto) (amministratore diocesano)
- Vasile Hossu † (14 marzo 1990 - 8 giugno 1997 deceduto)
- Virgil Bercea, succeduto l'8 giugno 1997

## Statistiche
L'eparchia nel 2021 contava 78.000 battezzati.
| anno | popolazione | popolazione | popolazione | presbiteri | presbiteri | presbiteri | presbiteri                | diaconi | religiosi | religiosi | parrocchie |
| anno | battezzati  | totale      | %           | numero     | secolari   | regolari   | battezzati per presbitero | diaconi | uomini    | donne     | parrocchie |
| ---- | ----------- | ----------- | ----------- | ---------- | ---------- | ---------- | ------------------------- | ------- | --------- | --------- | ---------- |
| 1948 | 203.122     | 850.122     | 23,9        | 271        | 258        | 13         | 749                       |         | 25        | 42        | 235        |
| 1999 | 101.000     | ?           | ?           | 130        | 122        | 8          | 776                       |         | 13        | 18        | 110        |
| 2000 | 101.000     | ?           | ?           | 134        | 127        | 7          | 753                       |         | 13        | 17        | 110        |
| 2001 | 101.000     | ?           | ?           | 138        | 127        | 11         | 731                       |         | 16        | 18        | 113        |
| 2002 | 101.000     | ?           | ?           | 139        | 128        | 11         | 726                       |         | 16        | 18        | 136        |
| 2003 | 102.000     | ?           | ?           | 130        | 124        | 6          | 784                       |         | 9         | 16        | 139        |
| 2004 | 102.000     | ?           | ?           | 139        | 131        | 8          | 733                       |         | 11        | 16        | 139        |
| 2009 | 98.000      | ?           | ?           | 167        | 152        | 15         | 586                       |         | 18        | 19        | 145        |
| 2013 | 87.000      | ?           | ?           | 178        | 165        | 13         | 488                       |         | 26        | 17        | 158        |
| 2016 | 81.000      | ?           | ?           | 191        | 178        | 13         | 424                       |         | 16        | 17        | 152        |
| 2019 | 81.000      | ?           | ?           | 185        | 172        | 13         | 437                       | 3       | 15        | 11        | 152        |
| 2021 | 78.000      | ?           | ?           | 174        | 160        | 14         | 448                       | 5       | 16        | 12        | 147        |